# Хромат кобальта(II)
Хромат кобальта(II) — неорганическое соединение,
соль кобальта и хромовой кислоты с формулой CoCrO4,
желто-коричневые кристаллы,
не растворяется в воде,
образует кристаллогидраты.

## Получение
- Спекание карбоната кобальта с триоксидом хрома

{\displaystyle {\mathsf {CoCO_{3}+CrO_{3}\ {\xrightarrow {185^{o}C}}\ CoCrO_{4}+CO_{2}\uparrow }}}

## Физические свойства
Хромат кобальта(II) образует желто-коричневые кристаллы
ромбической сингонии,
пространственная группа A mam,
параметры ячейки a = 0,6207 нм, b = 0,8281 нм, c = 0,5505 нм, Z = 4.
Не растворяется в воде.
Образует кристаллогидрат состава CoCrO4•2H2O.

## Применение
- Пигмент для тонированной керамики.